# Waldemar Raźniak
Waldemar Raźniak (ur. 1982 w Moskwie) – polski aktor, reżyser teatralny i pedagog, doktor habilitowany sztuk teatralnych, profesor nadzwyczajny Akademii Teatralnej w Warszawie, gdzie zajmował stanowiska prodziekana i dziekana Wydziału Aktorskiego, a także prorektora, od 2020 dyrektor Narodowego Starego Teatru im. Heleny Modrzejewskiej w Krakowie.

## Życiorys

### Kariera pedagogiczna
Jest absolwentem studiów aktorskich na ówczesnej PWST w Krakowie (2006), zarządzania kulturą na Uniwersytecie Jagiellońskim, a także reżyserii na Akademii Teatralnej (2010). W latach 2011–2014 wykładał na Wydziale Teatru Tańca krakowskiej PWST (z siedzibą w Bytomiu). 25 lutego 2013 r. uzyskał na Wydziale Aktorskim AT stopień doktora sztuk teatralnych. 12 października 2015 r. uzyskał habilitację na tym samym wydziale. W latach 2014–2015 zajmował stanowisko prodziekana Wydziału Aktorskiego AT, zaś w latach 2015–2016 był dziekanem tego wydziału. W latach 2017–2019 był jednym z prorektorów Akademii Teatralnej.

### Teatr
W teatrze zadebiutował jako siedemnastolatek w spektaklu Spotkanie z Małym Księciem, realizowanym w ramach programu Junior w Teatrze Muzycznym w Gdyni.  Jego debiut reżyserski miał miejsce w 2010 roku w Och-Teatrze w Warszawie, gdzie przygotował inscenizację sztuki Wassa Żeleznowa Maksyma Gorkiego we własnym przekładzie. Reżyserował również m.in. w Teatrze Miejskim w Gdyni, Teatrze Muzycznym Roma w Warszawie, Teatrze IMKA w Warszawie, Teatrze Powszechnym w Łodzi, Teatrze Guliwer w Warszawie oraz w Białostockim Teatrze Lalek. Przygotowywał także spektakle dyplomowe w szkołach teatralnych w Warszawie i Bytomiu.

### Film i telewizja
Pracował jako asystent reżysera m.in. przy filmach Mała Moskwa i Fotograf oraz serialu Anna German. Był także reżyserem prapremiery sztuki Piotra Domalewskiego Kobieta w lustrze, zrealizowanej w formie spektaklu telewizyjnego.